# Auguste Edmond Petit de Beauverger
Pour les articles homonymes, voir Petit et Beauverger.
Auguste-Edmond Petit, 3e baron de Beauverger (Paris, 18 juillet 1818 - Chevry-Cossigny, 14 juin 1873), est un homme politique français.

## Biographie

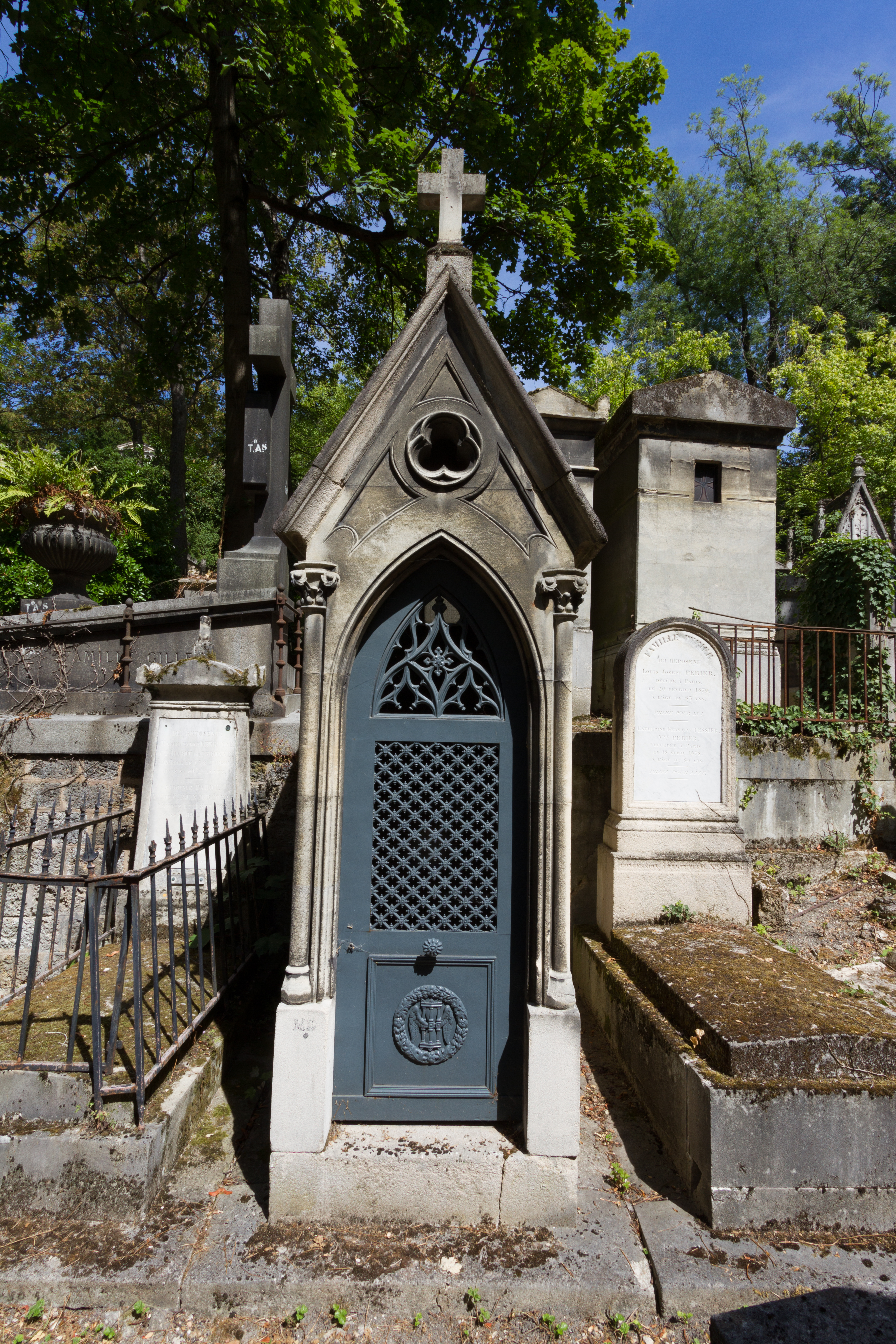
Tombe au cimetière du Père-Lachaise.

Fils d'Auguste Petit, 2e baron de Beauverger (1782-1858), préfet, officier de la Légion d'honneur, et de Jeanne Antoinette Louise Jenny Mévolhon (1795-1865), Auguste-Edmond Petit fait ses études à Louis-le-Grand. Docteur en droit,
et reçu avocat, il s'occupe de travaux d'économie politique.
Propriétaire rentier, il devient maire de Chevry-Cossigny (Seine-et-Marne) et conseiller général pour le canton de Tournan-en-Brie.
Écrivain, le baron de Beauverger adresse une épître au prince-président et publie en 1852, des Études politiques sur les constitutions de la France et sur le système politique de l'empereur Napoléon, qui sont très remarquées et « lui concilièrent les sympathies de Louis-Napoléon Bonaparte », alors président de la République française.
Candidat officiel aux élections du 29 février 1852, il est élu dans la 1re circonscription électorale de Seine-et-Marne, contre M. Lebeuf fils, et deux fois réélu :
- le 22 juin 1857[n 3], contre le marquis de Béthisy[n 4], et,
- le 1er juin 1863[n 5], contre M. Fontaine[Qui ?][n 6].

Il « ne sépara pas ses votes » de ceux de la majorité dynastique.
C'est un député très actif et très fidèle au régime : il est un des chefs des bonapartistes autoritaires, dits Arcadiens. Sa candidature échoua, le 24 mai 1869, dans la même circonscription, contre la candidature d'opposition de M. le comte de Choiseul-Praslin,.
Il se rend aux funérailles de Napoléon III en Angleterre.
Il est membre de la Société d'archéologie, sciences, lettres et arts du département de Seine-et-Marne.
Il meurt en son château de la Marsaudière et est inhumé dans la 17e division du cimetière du Père-Lachaise.

### Postérité
- De son mariage, le 3 juin 1854 à Paris, avec Mathilde Anthoine (Paris VIIe, 20 novembre 1829 - Paris VIIe, 31 mars 1909, inhumée dans la 17e division du cimetière du Père-Lachaise), fille de François Anthoine, baron de Saint-Joseph (1787-1866), étaient nés[4] :
  - Sophie Augusta Julie Marguerite (Paris VIIe, 27 avril 1855 - Biarritz, 4 septembre 1921), mariée, le 15 novembre 1877, avec Napoléon César Edouard Mortier (1845-1912), 4e duc de Trévise, dont postérité ;
  - Jenny Françoise Mathilde (1856 - 4 mars 1859) ;
  - Arthur Henri Auguste (Paris VIIe, 29 juillet 1857 - Paris VIIIe, 24 janvier 1946), 4e baron de Beauverger, marié, le 25 janvier 1894[5] avec Louise Eugénie Joséphine (1872-1963), fille de Joseph Adolphe, comte Clary (1837-1877) et Angèle Louise Charlotte Marion (1844-1917) dont :
    - Edmond Petit, 5e baron de Beauverger (1899-1993), ambassadeur de France aux Pays-Bas (1955-1961), conseiller diplomatique du gouvernement (1961), ambassadeur de France au Portugal (1962-1964), commandeur de la Légion d'honneur, marié, en 1924 à Paris XVIe, avec Raymonde Cornudet des Chomettes (1904-1995) dont postérité subsistante ;
    - Mathilde Françoise (1902-1933), mariée, le 2 mars 1923 à Paris VIIIe, avec Bertrand Florian (1889-1949), baron de Kergorlay, dont postérité ;

  - Auguste Edouard Raymond (1861-29 août 1866, inhumé dans la 17e division du cimetière du Père-Lachaise).

La descendance du baron de Beauverger compte parmi les familles subsistantes de la noblesse d'Empire.

## Publications
M. de Beauverger a aussi publié :
- Institutions civiles de la France considérées dans leurs principes, leur histoire et leurs analogies (1854) ;
- Tableau historique des progrès de la philosophie politique (1858).

## Distinctions

### Titre
- 3e Baron de Beauverger (1858-1873).

### Décorations
| Commandeur de la Légion d'honneur |

- Légion d'honneur[6] :
  - Il est chevalier de la Légion d'honneur (1857[1]), puis,
  - Officier, puis,
  - Commandeur de la Légion d'honneur (promotion du 14 août 1868[3]).

### Fonctions académiques
Le baron de Beauverger était :
- Président de la Société d'agriculture de Seine-et-Marne et des Sociétés d'horticulture de Melun et de Fontainebleau,
- Membre fondateur de la Société d'archéologie, lettres, sciences et arts de Seine-et-Marne.